# أرواناويات
الأرواناويات (الاسم العلمي: Osteoglossoidei) هي رتيبة من الأسماك تتبع رتبة عظميات اللسان من طائفة الأسماك العظمية. تحتوي على أسماك الفراشة والأرواناوات والأربيمات وكذلك فصائل منقرضة.

## فصائل
- عظمية اللسان